# Esiliiga 2013
Die Esiliiga 2013 war die 23. Spielzeit der zweithöchsten estnischen Fußball-Spielklasse der Herren. Sie begann am 23. März und endete am 10. November 2013.

## Modus
Die Liga umfasste wie in der Vorsaison zehn Teams. Dabei traten die Mannschaften an 36 Spieltagen jeweils vier Mal gegeneinander an. Der Tabellenerste FC Levadia Tallinn II war als Reservemannschaft nicht aufstiegsberechtigt. Daher stieg Jõhvi FC Lokomotiv als Zweitplatzierter direkt in die Meistriliiga auf, der Viertplatzierte JK Tarvas Rakvere spielte in der Relegation gegen den Neunten der Meistriliiga JK Tammeka Tartu um den Aufstieg. Der Letzte und Vorletzte stiegen in die drittklassige Esiliiga B ab, der Achte musste in die Relegation gegen den Abstieg.

## Vereine
Aus der II Liiga kamen Jõhvi FC Lokomotiv, JK Tulevik Viljandi, JK Vaprus Vändra und JK Tammeka Tartu II hinzu.
| Verein                | Stadt    | Stadion                | Kapazität |
| --------------------- | -------- | ---------------------- | --------- |
| FC Flora Tallinn II   | Tallinn  | A. Le Coq Arena        | 10.5000   |
| FC Irbis Kiviõli      | Kiviõli  | Kiviõli staadion       | 00180     |
| FC Levadia Tallinn II | Tallinn  | Maarjamäe staadion     | 1.000     |
| Jõhvi FC Lokomotiv    | Jõhvi    | Jõhvi linnastaadion    | 00500     |
| FC Puuma Tallinn      | Tallinn  | Lasnamäe SPK staadion  | 00666     |
| Tartu SK 10           | Tartu    | Tamme staadion         | 1.600     |
| JK Tammeka Tartu II   | Tartu    | Tamme staadion         | 1.600     |
| JK Tarvas Rakvere     | Rakvere  | Rakvere Linnastaadion  | 2.300     |
| JK Tulevik Viljandi   | Viljandi | Viljandi linnastaadion | 2.000     |
| JK Vaprus Vändra      | Vändra   | Vändra staadion        | 00307     |

## Abschlusstabelle
| Pl. | Verein                  | Sp. | S  | U  | N  | Tore    | Diff. | Punkte |
| --- | ----------------------- | --- | -- | -- | -- | ------- | ----- | ------ |
| 1.  | FC Levadia Tallinn II   | 36  | 20 | 10 | 6  | 094:410 | +53   | 70     |
| 2.  | Jõhvi FC Lokomotiv (N)  | 36  | 20 | 9  | 7  | 080:390 | +41   | 69     |
| 3.  | FC Flora Tallinn II     | 36  | 17 | 6  | 13 | 056:540 | +2    | 57     |
| 4.  | JK Tarvas Rakvere       | 36  | 16 | 8  | 12 | 068:580 | +10   | 56     |
| 5.  | Tartu SK 10 1           | 36  | 17 | 3  | 16 | 058:670 | −9    | 54     |
| 6.  | Tammeka Tartu II 1      | 36  | 15 | 7  | 14 | 070:570 | +13   | 52     |
| 7.  | JK Vaprus Vändra (N)    | 36  | 12 | 10 | 14 | 061:550 | +6    | 46     |
| 8.  | JK Tulevik Viljandi (N) | 36  | 12 | 10 | 14 | 046:570 | −11   | 46     |
| 9.  | FC Puuma Tallinn 1      | 36  | 8  | 5  | 23 | 040:910 | −51   | 29     |
| 10. | FC Irbis Kiviõli 1      | 36  | 7  | 4  | 25 | 060:114 | −54   | 25     |

Platzierungskriterien: 1. Punkte – 2. zugesprochene Siege – 3. Siege – 4. Direkter Vergleich (Punkte, Tordifferenz, geschossene Tore) – 5. Tordifferenz – 6. geschossene Tore – 7. Fair-Play
| (N) | Neuaufsteiger aus II Liiga |

## Relegation
Aufstieg
Der Viertplatzierte trat in zwei Spielen gegen den Neunten der Meistriliiga an. Tartu das vom deutschen Uwe Erkenbrecher trainiert wurde, blieb erstklassig. Für den JK Tarvas Rakvere war es nach den Relegationsspielen 2012 bereits der zweite verpasste Aufstieg in Folge. Die Spiele fanden am 17. und 23. November 2013 statt.
|                   | Gesamt |                  | Hinspiel | Rückspiel |
| ----------------- | ------ | ---------------- | -------- | --------- |
| JK Tarvas Rakvere | 2:6    | JK Tammeka Tartu | 1:2      | 1:4       |

Abstieg
Der Dritte der Esiliiga B trat in zwei Spielen gegen den Achtplatzierten der Esiliiga an. Beide Teams blieben in ihren jeweiligen Ligen. Die Spiele fanden am 17. und 23. November 2013 statt.
|                      | Gesamt |                     | Hinspiel | Rückspiel |
| -------------------- | ------ | ------------------- | -------- | --------- |
| JK Kalev Sillamäe II | 3:7    | JK Tulevik Viljandi | 1:4      | 2:3       |

## Torschützenliste
| Pl. | Name            | Mannschaft            | Tore |
| --- | --------------- | --------------------- | ---- |
| 01. | Tõnis Starkopf  | FC Irbis Kiviõli      | 28   |
| 02. | Nikita Koljajew | FC Levadia Tallinn II | 24   |
| 03. | Andrei Jõgi     | Jõhvi FC Lokomotiv    | 13   |
| 03. | Henry Rohtla    | FC Levadia Tallinn II | 13   |
| 03. | Hannes Tiru     | Tammeka Tartu II      | 13   |
| 06. | Maksim Basjukin | Jõhvi FC Lokomotiv    | 12   |